# 脑锻炼系列
腦鍛鍊是任天堂開發並發行的一系列益智遊戲，由日本神經科學家、教授川島隆太監修。

## 遊戲
- 東北大學未來科學技術共同研究中心川島隆太教授監修 大人的DS腦力鍛鍊（任天堂DS，2005年）
- 川島隆太教授的DS腦力強化訓練（任天堂DS，2005年）
- 東北大學未來加龄医学研究所川島隆太教授監修 更加脑锻炼大人的DSi训练（日语：ちょっと脳を鍛える大人のDSiトレーニング）（任天堂DSi，2008年）
- 腦科學專家川島隆太博士監修 突破極限腦的5分鐘魔鬼鍛鍊（日语：ものすごく脳を鍛える5分間の鬼トレーニング）（任天堂3DS，2012年）
- 腦科學專家 川島隆太博士監修 大人的Nintendo Switch腦部鍛鍊（任天堂Switch，2019年）

## 評價
系列遊戲全球銷量達3500萬套。